# Théodore d'Édesse
Théodore d'Édesse ou Théodore le Grand Ascète est l'auteur supposé d'un corpus de textes de la littérature religieuse chrétienne de langue grecque, dont une partie figure dans la Philocalie des Pères neptiques. Cet auteur est traditionnellement identifié au héros d'une hagiographie médiévale, la Vie de Théodore d'Édesse, qui se présente comme l'œuvre de son neveu Basile, évêque d'Émèse (ou de Manbij). Théodore d'Édesse est un saint fêté le 9 ou le 19 juillet par l'Église orthodoxe et le 27 décembre par l'Église catholique.

## Texte de laVie
La Vie de Théodore d'Édesse est conservée dans les trois langues principales de l'Église orthodoxe « melkite » du Proche-Orient médiéval : le grec, l'arabe et le géorgien. Le manuscrit le plus ancien est un manuscrit grec daté de 1023, conservé dans le monastère d'Iveron du mont Athos (monastère à l'origine géorgien), et dont le texte a été publié à la fin du XIXe siècle. La version arabe survit dans au moins six manuscrits (dont au moins deux du XIIIe siècle : le Sinai arab. 538, écrit en 1211, et le Paris. arab. 147). Les textes de ces manuscrits (y compris de même langue) diffèrent sur de nombreux détails. La question de la version originale n'est pas certainement tranchée. Dans le texte est mentionnée une mission de Théodore, alors métropolite d'Édesse, à Constantinople sous un règne qui est précisé : celui de l'empereur Michel III et de sa mère Théodora (842 - 856).

## Récit de laVie
Le récit est souvent fait à la première personne par l'auteur supposé, neveu et disciple de Théodore, appelé « Basile, évêque d'Émèse » dans le titre du manuscrit grec, « son disciple Basile, évêque de la cité de Manbij », en arabe. L'histoire, dans ses grandes lignes, est la suivante. Théodore naît à Édesse dans une famille chrétienne. Au cours de son enfance, il ne montre aucune disposition à l'étude, jusqu'à une messe où il a une vision, et il est alors ordonné diacre et destiné à la vie monastique. À la mort de ses parents, il s'occupe de marier sa sœur, puis distribue ses biens aux pauvres et part pour Jérusalem, âgé alors de vingt ans. Il entre comme moine dans la laure de Saint-Saba, et il finit, grâce à ses capacités, par devenir l'adjoint de l'higoumène. Il passe aussi du temps dans un ermitage dans le désert de Judée. Après vingt-cinq ans de cette vie, il s'attache un disciple du nom de Michel, également originaire d'Édesse et de sa parenté ; tous deux gagnent leur pitance en fabriquant des paniers d'osier que Michel va vendre à Jérusalem. Mais un jour le jeune homme attire l'attention de la femme du « roi des Perses » (c'est-à-dire le calife dans la version grecque), en visite dans la ville, et rejette ses avances. Il est emmené à la cour, où le roi (Ἀδραμέλεχ/Adramelech dans la version grecque, sans nom dans le texte arabe) le prend en sympathie et essaie de le convertir à l'islam. Un débat théologique est organisé, où triomphe Michel, ce qui entraîne son exécution.
Après les funérailles de Michel, dont la dépouille a été ramenée à Saint-Saba, le récit passe à l'accession de Théodore à l'épiscopat. Le patriarche d'Antioche vient à Jérusalem pour une fête de Pâques ; pendant son séjour, une délégation de l'Église d'Édesse vient l'informer de la mort du métropolite de la ville ; sur la suggestion de son collègue le patriarche de Jérusalem, il nomme Théodore comme successeur. Dans ses fonctions épiscopales, celui-ci est confronté, non seulement à la présence de nombreux hérétiques, mais au fait que les autorités musulmanes locales se livrent à des spoliations à l'encontre des chrétiens. Théodore décide de se rendre à Bagdad (« Babylone » dans le texte grec) pour plaider la cause de ses coreligionnaires auprès du calife. Avant de partir, il rencontre dans les environs de la ville un anachorète (un « stylite » dans la version grecque) du nom de Théodose, qui sera désormais son directeur spirituel, et qui lui annonce d'emblée qu'il va accomplir le miracle de convertir le « roi des Perses » au christianisme.
À son arrivée dans la capitale, il jouit de l'hospitalité du « métropolite » de la ville (qātalīq, « catholicos » en arabe, titre du chef de l'Église nestorienne), qui lui donne accès à la cour, grâce aux scribes et médecins chrétiens qui y sont employés. Il trouve le souverain malade (Le texte grec lui donne le nom de Μαυίας/Mauias, la version arabe l'identifie comme al-Mamoun, calife de 813 à 833). Il le soigne grâce à une infusion de poussière du Saint-Sépulcre de Jérusalem accompagnée de prières. Le souverain écoute alors son enseignement et se convertit au christianisme ; il reçoit le baptême sous le nom de Jean, avec trois hommes de son entourage. Peu après, ayant convoqué une assemblée des musulmans, il annonce cette conversion, mais la foule indignée se rue sur lui et le taille en pièces, avec ses trois compagnons. Le catholicos organise des funérailles pour les martyrs, beaucoup de miracles se produisent, et de nombreux musulmans se convertissent encore. À Édesse, le souverain martyr apparaît en songe à Théodore et à Théodose. Ce dernier meurt peu après et est enterré dans l'église Saint-Georges, près de la ville. Trois ans plus tard, le calife apparaît à nouveau en songe à Théodore et lui annonce sa fin prochaine. L'évêque règle sa succession et repart pour la Palestine, où il fait la tournée des lieux saints, puis se réinstalle dans sa cellule de Saint-Saba, où il meurt au bout de vingt jours. Le patriarche de Jérusalem se déplace pour son enterrement, qui a lieu un 19 juillet dans le « cimetière des Pères », près du lieu de sépulture de son ancien disciple martyr Michel.

## Analyse de laVie
L'opinion générale est que ce récit de peu d'unité est un assemblage d'éléments d'origines diverses. Toute une partie renvoie à la Passion de Michel le Sabaïte, une hagiographie conservée dans une traduction géorgienne du Xe siècle, tirée sans doute d'une version originale arabe produite à Saint-Saba. Le narrateur de ce dernier texte est un moine nommé Basile, « homme étonnant et témoin oculaire de miracles » (§ 1). Au cours d'une procession hors du monastère, Basile et plusieurs compagnons font halte dans l'ermitage du « fameux Abba Théodore Abu Qurrah », qui leur raconte le martyre du moine Michel intervenu sous le règne du calife 'Abd al-Malik (685 - 705). Ainsi, dans ce système de récits enchâssés, « Théodore » raconte l'histoire à « Basile ». Le récit du martyre est le même dans ses grandes lignes dans la Passion et dans la Vie, mais avec des différences significatives : Michel n'est pas originaire d'Édesse, mais de Tibériade ; il n'est pas le disciple de « Théodore » (qui n'est que le narrateur d'une histoire ancienne), mais d'un certain « Abba Moïse », avec lequel il n'a aucun lien de parenté, et qui meurt sept jours après le martyre de Michel et est enterré à ses côtés.
Ce rapprochement pose la question du rapport entre le « Théodore d'Édesse » de la Vie et Théodore Abu Qurrah, lui aussi natif d'Édesse, et lui aussi, semble-t-il, moine à Saint-Saba et anachorète dans le désert de Judée. Théodore Abu Qurrah est connu pour avoir séjourné à Bagdad au temps d'al-Mamoun et y avoir participé à des controverses entre musulmans et chrétiens, y compris avec le calife lui-même ; du reste, dans la Passion de Michel le Sabaïte, il est appelé « le berger et chef des prêtres d'Assyrie, le thaumaturge de Babylone ». Cependant, Abu Qurrah n'a jamais été métropolite d'Édesse, mais évêque de Harran, et son œuvre littéraire très importante n'est absolument pas mentionnée par la Vie, dont l'auteur, qu'il s'appelle ou non « Basile », n'entend sûrement pas se référer à la même personne.
Quant aux deux califes mentionnés, il est clair qu'il y a un gros anachronisme entre 'Abd al-Malik, qui fait exécuter Michel (Adramelech dans le texte grec de la Vie, confirmé par la Passion) et al-Mamoun, nommé par le texte arabe de la Vie comme le calife converti et martyr (texte arabe qui s'abstient de nommer le premier calife, peut-être par conscience de l'incohérence). On a proposé d'identifier le « prince » abbasside converti (Mauias dans le texte grec) comme al-Muwayyad, fils du calife al-Mutawakkil (847 - 861), tué pour sédition par son frère al-Mutazz (866 - 869) le 8 août 866. En tout cas, ce n'est pas vraiment ce qui est raconté.
Selon un scénario plausible, la Vie de Théodore d'Édesse aurait été composée après la reconquête de la Syrie du Nord par l'empereur byzantin Nicéphore Phocas dans les années 960 (donc bien après l'époque évoquée), comme élément d'une campagne de propagande en faveur de l'Église « melkite » ; le texte aurait été d'abord rédigé en grec, puis traduit peu de temps en arabe dans la laure de Saint-Saba.

## Œuvre attribuée
La Vie attribue trois textes à Théodore. D'une part, à l'occasion d'une fête de l'Annonciation, les cénobites de Saint-Saba, faisant la tournée des solitaires du désert environnant, s'arrêtent à son ermitage et lui demandent une instruction édifiante (§ 39, éd. Pomjalovskij) : c'est la Didascalie ascétique, qui est un sermon sur la pratique des vertus et la fuite des vices contraires. Juste après, « (les assistants) prièrent Théodore d'y ajouter des propos concis et faciles à retenir. Déférant à leur prière, il improvisa obligeamment des chapitres édifiants qu'un tachygraphe de l'assistance distribua en cent chapitres. Je les mettrai à la suite du présent écrit pour ne pas interrompre mon récit » (§ 40) : c'est la Centurie ascétique, reproduite couramment dans les manuscrits après la Vie, selon l'indication, et seule peut-être dès le XIIe siècle ; reprise dans la Philocalie des Pères neptiques ; il s'agit d'ailleurs d'une compilation sans originalité empruntée surtout à des traités d'Évagre le Pontique, utilisés les uns après les autres, et à Maxime le Confesseur.
Ensuite, le deuxième dimanche après son retour à Édesse comme évêque, Théodore, ému par la forte présence des hérésies, adresse à ses ouailles une « instruction spirituelle » (§ 46) : c'est la Catéchèse ou Didascalie dogmatique, également reproduite à part dans de nombreux manuscrits. Le corps de ce texte comprend deux parties : une profession de foi, avec un symbole, une réception des conciles, des anathèmes aux hérésies, puis une liste des hérésies visées. Il s'agit comme la Centurie d'une compilation, le catalogue d'hérésies étant même une reproduction pure et simple de la seconde partie de la Préparation de Théodore de Raïthou. Dans la première partie, on lit que « la foi orthodoxe a été fondée et promulguée par les six conciles œcuméniques », puis on voit arriver plus loin « le septième concile des trois cent cinquante Pères, récemment tenu à Nicée » (c'est-à-dire le concile de 787). L'essentiel de cette première partie peut être la reprise d'une lettre synodique antérieure au IXe siècle.
La Philocalie reproduit à la suite de la Centurie ascétique un court traité intitulé Théorétikon. Il s'agit d'un exposé théorique sur la vie spirituelle, composé de deux parties : une analyse de ses différents aspects, et un développement sur les fins dernières de l'homme. Il s'agit d'un texte tardif (entre le XIIIe  et le XVIIe siècle), dont l'attribution à Théodore d'Édesse dans la Philocalie est arbitraire. Enfin, un manuscrit du XVe siècle (le Bodl. Canon 21) assigne au même auteur un Traité des azymes, mais il s'agit d'une erreur évidente, le sujet lui-même étant anachronique.     